# Ādolfs Bļodnieks

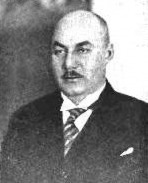
Ādolfs Bļodnieks

Ādolfs Bļodnieks (* 25. Julijul. / 6. August 1889greg. in Tukums; † 21. März 1962 in Brooklyn, New York) war lettischer Politiker und Ministerpräsident der Partei der Kleinlandwirte (Jaunsaimnieku partija).

## Leben

### Berufliche Laufbahn
Nach der Schulausbildung und einem Studium wurde Ādolfs Bļodnieks im Mai 1919 Inspektor im Finanzministerium. Später war er von Dezember 1923 bis November 1931 und dann erneut im Juni 1932 Mitglied des Vorstandes sowie von November 1931 bis Juni 1932 und von Juni 1932 bis März 1933 Stellvertretender Präsident der Lettischen Nationalbank.

### Abgeordneter
Bereits zuvor hatte Bļodnieks seine politische Laufbahn begonnen. Er war Mitglied des Lettischen Volksrates (Tautas padome), der am 18. November 1918 die Unabhängigkeit von Lettland erklärte. Anschließend wurde er im April 1920 zum Abgeordneten der Verfassungsgebenden Versammlung (Satversmes sapulce) gewählt. Im Oktober 1925 wurde er zum Abgeordneten des Parlaments (Saeima) gewählt, in der er bis Mai 1934 die Interessen der Partei der Kleinlandwirte (Jaunsaimnieku partija) vertrat. Zeitweise war er auch Sekretär der Saeima sowie Vorsitzender der Partei der Kleinlandwirte.

### Ministerpräsident von 1933 bis 1934
Am 24. März 1933 wurde Bļodnieks als Nachfolger von Marģers Skujenieks zum Ministerpräsidenten gewählt. Er war damit der erste und einzige Ministerpräsident, der der Jaunsaimnieku partija angehörte. Sein Versuch, die lettische Demokratie zu bewahren, indem eine Änderung des Wahlrechts die Zersplitterung der Parteien in der Saeima begrenzen sollte, scheiterte. Am 16. März 1934 wurde er von Kārlis Ulmanis abgelöst, der nach einem Staatsstreich am 15. Mai ein autoritäres Regime errichtete. Anschließend zog Bļodnieks sich weitgehend aus der Politik zurück.
Angesichts der zweiten Besetzung Lettlands durch die Sowjetunion 1944/1945 und der absehbaren Stalinisierung floh er aus seinem Heimatland. Als Displaced Person kam er nach Bad Münstereifel. Von dort gelangte er später in die USA. Im November 1947 gehörte er zum Kreis bekannter baltischer Persönlichkeiten, die sich an Oswaldo Aranha, den Präsidenten der Generalversammlung der Vereinten Nationen, wandten und in einer Dokumentation an die sowjetischen Verbrechen in den drei baltischen Ländern erinnerten.

## Schriften
- The Undefeated Nation. New York 1960 (Memoiren).

## Weblink
- Biografische Angaben bei rulers.org